# Tarum
Tarum is een bestuurslaag in het regentschap Bondowoso van de provincie Oost-Java, Indonesië. Tarum telt 1811 inwoners (volkstelling 2010).